# Перелік пам'яток монументального мистецтва Вінницької області
У Вінницькій області взято на облік 98 пам'яток монументального мистецтва місцевого значення.
| № п/п                     | Охоронний № | Найменування пам'ятки                                                        | Адреса                                                                                                   | Дата (епоха)       | Дата відкриття або виявлення | Автори(дослід.)                                 | Матеріал                      | Основні розміри                                       | Рішення про взяття під охорону |
| ------------------------- | ----------- | ---------------------------------------------------------------------------- | --- | ------------------ | ---------------------------- | ----------------------------------------------- | ----------------------------- | ----------------------------------------------------- | ------------------------------ |
| Барський район            |             |                                                                              | |                    |                              |                                                 |                               |                                                       |                                |
| 1.                        | 2           | Пам'ятник М. Грушевському                                                    | м. Бар, Барська м/р, пл. Пам'яті                                                                         | 1866-1934 рр.      | 2001 р.                      | ск. М. Площанський                              | бетон, кована мідь            | ск. 5,5 м                                             | № 470 від 29.12.2002 р.        |
| 2.                        | 4           | Пам'ятник Врублевському                                                      | м. Бар, Барська м/р, вул. Врублевського                                                                  | 1897-1918 рр.      | 1986 р.                      | ск. І. Довженко                                 | бронза, граніт                | бюст. 1,1 м, пост.2 м                                 | № 227 від 26.06.1987 р.        |
| Бершадський район         |             |                                                                              | |                    |                              |                                                 |                               |                                                       |                                |
| 3.                        | 25          | Пам'ятник Герою Радянського СоюзуМ. О. Воронцову                             | с. М'якохід, М'якохідська с/р, вул. Гагаріна                                                             | 1921-1944 рр.      | 1970 р.                      | Київський художній фонд                         | залізобетон, цегла            | бюст 1 м, пост. 1,54х1,5х2,7 м                        | № 291 від 09.06.1977 р.        |
| Вінницький район          |             |                                                                              | |                    |                              |                                                 |                               |                                                       |                                |
| 4.                        | 20          | Пам'ятник О. Ф. Можайському                                                  | смт. Вороновиця, Вороновицька сел/р, вул. Леніна                                                         | 1825-1890 рр.      | 1980 р.                      | залізобетон, цегла                              | бюст. 0,6 м, пост. 2м         | № 228 від 22.05.1986 р.                               |                                |
| 5.                        | 229         | Пам'ятник М. О. Некрасову                                                    | с. Некрасове, Некрасівська с/р                                                                           | 1821 р.            | 1981 р.                      | ск. П. Скобліков                                | граніт, бронза                | стела 270х 107 х57 см                                 | № 96 від 18.02.1983 р.         |
| 6.                        | 35          | Пам'ятник Герою Радянського СоюзуС. О. Гуменюку                              | с. Слобода Дашковецька, Майданська с/р, вул. Гуменюка                                                    | ___                | 1977 р.                      | Київський художній фонд                         | залізобетон, цегла            | бюст. 1,3 м, пост. 2,8                                | № 96 від 18.02.1983 р.         |
| Гайсинський район         |             |                                                                              | |                    |                              |                                                 |                               |                                                       |                                |
| 7.                        | 92          | Пам'ятник Герою Радянського СоюзуА. П. Касьяну                               | с. Кіблич, Кіблицька с/р, біля будинку культури                                                          | 1919-1944 рр.      | 1943 р.                      | Одеський художній фонд                          | нержавіюча сталь              | бюст. 1,5 м, пост. 0,8х1,0х1,0 м                      | № 291 від 09.06.1977 р.        |
| 8.                        | 26          | Пам'ятник Герою Радянського Союзу О. Г. Чорноморцю                           | с. Кузьминці, Кузьминецька с/р, біля Будинку культури                                                    | 1909-1975 рр.      | 1975 р.                      | Вінницький художній фонд                        | бронза граніт                 | бюст. 1,2 м, пост.3 м                                 | № 228 від 22.05.1986 р.        |
| 9.                        | 290         | Пам'ятник Герою Радянського СоюзуМ. М. Рудику                                | с. Степашки, Степашківська с/р, біля Будинку культури                                                    | 1918-1943 рр.      | 1978 р.                      | Вінницький художній фонд                        | мармур                        | бюст 0,8 м, пост. 2,5х1х1 м                           | № 96 від 18.02.1983 р.         |
| Жмеринський район         |             |                                                                              | |                    |                              |                                                 |                               |                                                       |                                |
| 10.                       | 287         | Пам'ятник У. Кармалюку                                                       | с. Кармалюкове, Кармалюківська с/р, біля школи                                                           | 1787-1835 рр.      | 1965                         | ск. Я. Красножон                                | залізобетон, цегла            | ск. 1,9 м, пост. 1,7х1,5х1,5 м                        | № 313 від 10.06.1971 р.        |
| 11.                       | 13          | Пам'ятник Т. Г. Шевченку                                                     | с. Олександрівка, Олександрівська с/р, біля парку                                                        | 1814-1861 рр.      | 1989 р.                      | Вінницький художній фонд                        | залізобетон                   | ск. 2,5 м                                             | № 148 від 16.07.1992 р.        |
| 12.                       | 289         | Пам'ятник Т. Г. Шевченку                                                     | с. Северинівка, Северинівська с/р, біля контори КСП                                                      | 1814-1861 рр.      | 1969 р.                      | Одеський художній фонд                          | гіпс                          | ск. 1,4 м, пост.1,8х1х1 м                             | № 313 від 10.06.1971 р.        |
| Іллінецький район         |             |                                                                              | |                    |                              |                                                 |                               |                                                       |                                |
| 13.                       | 134         | Пам'ятник Т. Г. Шевченку                                                     | м. Іллінці, Іллінецька м/р, вул. Леніна                                                                  | 1814-1861 рр.      | 1970 р.                      | Львівська кераміко-скульптурна фабрика          | залізобетон                   | ск. 2,8 м, пост. 0,7х2,5х2,5 м                        | № 291 від 09.06.1977 р.        |
| 14.                       | 16          | Пам'ятник Я. Івашкевичу                                                      | с. Кальник, Кальницька с/р, біля школи                                                                   | 1894-1977 рр.      | 1989 р.                      | Київський художній фонд                         | бронза, граніт                | ск. 1,8 м, пост. 2,3 м                                | № 148 від 16.07.1992 р.        |
| 15.                       | 51          | Пам'ятник І. Калашнику                                                       | с. Кантелина, Кантелинська с/р, вул. Леніна                                                              | 1902-1943 рр.      | 1982 р.                      | Вінницький художній фонд                        | залізобетон                   | бюст. 1,2 м, пост. 2,3м                               | № 228 від 22.05.1986 р.        |
| 16.                       | 133         | Пам'ятник Б. Хмельницькому                                                   | с. Неменка, Іллінецька м/р, біля Будинку культури                                                        | 1596-1667 рр.      | 1970 р.                      | Львівська кераміко-скульптурна фабрика          | скло-бетон, камінь            | бюст. 1,4 м, пост. 1,9х1,1х0,7 м                      | № 291 від 09.06.1977 р.        |
| Калинівський район        |             |                                                                              | |                    |                              |                                                 |                               |                                                       |                                |
| 17.                       | 373         | Пам'ятник С. В. Руданському                                                  | с. Хомутинці, Хомутинецька с/р, біля бібліотеки                                                          | 1834-1873 рр.      | 1969 р.                      | ск. І. Гончар                                   | граніт, цегла                 | бюст 0,8 м, пост.1,9х1х0,8 м                          | № 313 від 10.06.1971 р.        |
| Крижопільський район      |             |                                                                              | |                    |                              |                                                 |                               |                                                       |                                |
| 18.                       | 443         | Пам'ятник Герою Радянського Союзу О. А. Бичковському                         | смт. Крижопіль, Кижопільська сел/р, вул. К. Маркса                                                       | 1913-1943 рр.      | 1969 р.                      | Московський художній фонд,000                   | гіпс, бетон                   | ск. 1,32 м, пост. 2,2х0,9х0,9 м                       | № 313 від 10.06.1971 р.        |
| 19.                       | 195         | Пам'ятник Герою Радянського Союзу Р. С. Смищуку                              | смт. Крижопіль, Кижопільська сел/р, вул. К. Маркса                                                       | 1900-1969 рр.      | 1975 р.                      | Київський художній фонд                         | бронза, граніт                | ск. 0,9 м, пост.2х0,8х0,5 м                           | № 291 від 09.06.1977 р.        |
| 20.                       | 33          | Пам'ятник Т. Г. Шевченку                                                     | смт. Крижопіль, Кижопільська сел/р, вул. К. Маркса                                                       | 1814-1861 рр.      | 1997 р.                      | ск. І. Д. Іллящук                               | залізобетон                   | бюст 1,5 м, пост. 4,5 м                               | № 183 від 24.05.2000 р.        |
| 21.                       | 356         | Пам'ятник українському письменнику М. Трублаїні                              | с. Вільшанка, Вільшанська с/р, вул. Трублаїні                                                            | 1907-1941 рр.      | 1977 р.                      | ск. І. Гончар, м. Київ                          | бронза, граніт                | бюст 0,8 м, пост. 0,75х0,6х2 м                        | № 96 від 17.02.1983 р.         |
| 22.                       | 436         | Пам'ятник комсомолки Л. Горлатої                                             | с. Заболотне, Заболотненська с/р, вул. Леніна                                                            | 1931 р.            | 1966 р.                      | авт. Г. Астаулов, м. Київ                       | бронза, камінь                | ск. 1,4 м, пост. 1,35х0,87х0,87 м                     | № 313 від 10.06.1971 р.        |
| 23.                       | 444         | Пам'ятник Д. К. Заболотному                                                  | с. Заболотне, Заболотненська с/р, на території музею                                                     | 1866-1929 рр.      | 1965 р.                      | ск. Г. Я. Хусид, м. Київ                        | бронза, цегла                 | бюст. 1,5 м, пост. 1,6х0,7х0,7 м                      | № 313 від 10.06.1971 р.        |
| Літинський район          |             |                                                                              | |                    |                              |                                                 |                               |                                                       |                                |
| 24.                       | 34          | Пам'ятник М. Пирогову Пам'ятник двічі Герою Радянського Союзу А.Г. Цимбалюку | смт. Літин, Літинська сел/р, територія районної лікарні с. Багринівці, територія загальноосвітньої школи | 1810-1881 рр. ____ | 1999 р. ____                 | ск. М. Площанський                              | бронза, граніт бронза, граніт | бюст 1,2 м, пост. 2 м бюст, пост.                     | № 183 від 24.05.2000 р. _____  |
| Могилів-Подільський район |             |                                                                              | |                    |                              |                                                 |                               |                                                       |                                |
| 25.                       | 18          | Пам'ятник С. Г. Поплавському                                                 | смт. Вендичани, Вендичанська сел/р, вул. Леніна                                                          | 1942 р.            | 1989 р.                      | Київський художній фонд                         | бронза                        | бюст. 1,8 м                                           | № 148 від 16.07.1992 р.        |
| 26.                       | 35          | Пам'ятник В. Тропініну                                                       | с. Кукавка, Кукавська с/р, вул. Леніна                                                                   | 1776-1857 рр.      | 1988 р.                      | ск. М. Крижанівський                            | бетон, граніт                 | 1,5х1,5 м                                             | № 183 від 24.05.2000 р.        |
| 27.                       | 613         | Пам'ятник Т. Г. Шевченку                                                     | с. Сказинці, Сказинецька с/р, вул. Шевченка                                                              | 1814-1861 рр.      | 1965 р.                      | Київський художній фонд                         | залізобетон, камінь           | ск. 1 м, пост. 3х1,5х1 м                              | № 313 від 10.06.1971 р.        |
| Немирівський район        |             |                                                                              | |                    |                              |                                                 |                               |                                                       |                                |
| 28.                       | 1173        | Пам'ятник М. О. Некрасову                                                    | м. Немирів, Немирівська м/р, вул. Леніна, біля школи-інтернату                                           | 1821-1878 рр.      | 1971 р.                      | арх. А. В. Крейчі, В. Жигулін, ск. А. Скобліков | залізобетон, граніт           | Бюст 0,8 м, пост. 2,5х0,8х0,8 м                       | № 313 від 10.06.1971 р.        |
| 29.                       | 293         | Пам'ятник Марко Вовчок                                                       | м. Немирів, Немирівська м/р, вул. Некрасова, біля НВК № 1                                                | 1833-1907 рр.      | 1974 р.                      | арх. Гайдученя О. ск. Мовчун П.                 | граніт                        | ск. 1,6 м, пост. 5,0х1,0х1,0 м                        | № 291 від 09.06.1977 р.        |
| 30.                       | 295         | Пам'ятник Ю. Гагаріну                                                        | с. Бондурівка, Бондурівська с/р, вул. Кооперативна, біля школи                                           | 1934-1968 рр.      | 1971 р.                      | Чернігівський художній фонд                     | азбесто-цемент, цегла         | бюст 1,2 м, пост. 4,0х1,5х1,5 м                       | -//-                           |
| 31.                       | 289         | Пам'ятник Т. Г. Шевченку                                                     | смт. Брацлав, Брацлавська сел/р, на тер. с/г технікуму                                                   | 1814-1861 рр.      | 1961 р.                      | Вінницький художній фонд                        | азбесто-цемент, цегла         | бюст. 0,8 м, пост. 0,3х1,2х1,2 м                      | № 291 від 09.06.1977 р.        |
| 32.                       | 41          | Пам'ятник Д. Нечаю                                                           | смт. Брацлав, Брацлавська сел/р, біля музичної школи                                                     | 1651 р.            | 1999 р.                      | ск. М. Крижанів-ський                           | бронза, граніт                | ск. 3,5 м                                             | № 183 від 24.05.2000 р.        |
| 33.                       | 291         | Пам'ятник Б. Хмельницькому                                                   | с. Гостинне, Медвежанська с/р, біля контори КСП                                                          | 1595-1657 рр.      | 1970 р.                      | Київський художній фонд                         | азбесто-цемент, цегла         | бюст. 0,8 м, пост. 2,0х0,8х0,8 м                      | № 291 від 09.06.1977 р.        |
| 34.                       | 155         | Пам'ятник В. Семенцю                                                         | с. Гриненки, Гриненківська с/р, вул. Леніна                                                              | 1941-1945 рр.      | 1981 р.                      | Вінницький художній фонд                        | граніт                        | об. 2 м                                               | № 75 від 20.02.1985 р.         |
| 35.                       | 294         | Пам'ятник І. В. Мічуріну                                                     | с. Мельниківці, Мельниківська с/р, біля контори КСП                                                      | 1855-1935 рр.      | 1974 р.                      | Київський художній фонд                         | азбесто-цемент, камінь        | бюст 1,0 м, пост. 1,2х0,8х0,8 м                       | № 291 від 09.06.1977 р.        |
| 36.                       | 769         | Пам'ятник Герою оборони Севастополя П. Кошці                                 | с. Ометинці, Ометинецька с/р, біля Будинку культури                                                      | 1854-1855 рр.      | 1955 р.                      | авт. В. С. і І. С. Кейдуки- брати-матроси       | бронза, граніт                | бюст. 1,1 м, пост. 2х1,3х1,3 м                        | № 313 від 10.06.1971 р.        |
| Оратівський район         |             |                                                                              | |                    |                              |                                                 |                               |                                                       |                                |
| 37.                       | 135         | Пам'ятник Герою Радянського Союзу М. С. Антонцю                              | с. Животівка, Животівська с/р, центр села                                                                | 1915-1965 рр.      | 1973 р.                      | Київський художній фонд                         | залізобетон, бронза           | бюст 1,25 м, пост. 1,6х1,1х1,25 м                     | № 291 від 09.06.1977 від р.    |
| Піщанський район          |             |                                                                              | |                    |                              |                                                 |                               |                                                       |                                |
| 38.                       | 100         | Пам'ятник Т. Г. Шевченку                                                     | с. Ставки, Ставківська с/р, біля сільської ради                                                          | 1814-1861 рр.      | 1997 р.                      | місцеві майстри                                 | залізобетон                   | бюст 2,5 м                                            | № 470 від 29.12.2002 р.        |
| 39.                       | 447         | Пам'ятник В. П. Чкалову                                                      | с. Яворівка, Яворівська с/р, біля контори КСП                                                            | 1904-1938 рр.      | 1976 р.                      | ск. Л. Л. Фітов                                 | залізобетон                   | об. 0,9 м                                             | № 96 від 17.02.1983 р.         |
| Погребищенський район     |             |                                                                              | |                    |                              |                                                 |                               |                                                       |                                |
| 40.                       | 111         | Пам'ятник Т. Г. Шевченку                                                     | с. Очеретня, Очеретнянська с/р, вул. Центральна                                                          | 1814-1861 рр.      | 1992 р.                      | місцеві майстри                                 | кована мідь                   | бюст. 0,7 м                                           | № 470 від 29.12.2002 р.        |
| 41.                       | 25          | Пам'ятник Герою Радянського СоюзуМ. А. Москальчуку                           | с. Очеретня, Очеретнянська с/р, вул. Центральна                                                          | ___                | 1990 р.                      | ск. Ю. В. Ноздрик                               | бронза, бетон                 | бюст 1,2 м                                            | № 148 від 16.07.1992 р.        |
| Теплицький район          |             |                                                                              | |                    |                              |                                                 |                               |                                                       |                                |
| 42.                       | 174         | Пам'ятник А. К. Микитенку                                                    | смт. Теплик, Теплицька сел/р, вул. Незалежності                                                          | 1912-1943 рр.      | 1977 р.                      | Київський художній фонд                         | бронза, граніт                | бюст 1,2 м, 2,8 м                                     | № 75 від 20.02.1975 р.         |
| 43.                       | 153         | Пам'ятник М. Д. Леонтовичу                                                   | с. Марківка, Степанівська с/р, біля клубу                                                                | 1877-1921 рр.      | 1977 р.                      | Львівський художній фонд                        | бронза, граніт                | бюст. 0,8 м, пост. 1,7 м                              | № 228 від 22.05.1986 р.        |
| Томашпільський район      |             |                                                                              | |                    |                              |                                                 |                               |                                                       |                                |
| 44.                       | 923         | Пам'ятник двічі Герою Радянського Союзу І. Д. Черняхівському                 | с. Вербова, Вербівська с/р, вул. Петровського                                                            | 1906-1945 рр.      | 1966 р.                      | Львівський художній фонд                        | мармур, цегла                 | бюст. 0,7 м, пост. 2,5 м                              | № 313 від 10.06.1971 р.        |
| 45.                       | 911         | Пам'ятник Герою Радянського СоюзуД. В. Нагірняку                             | с. Жолоби, Жолоб'янська с/р, вул. Леніна                                                                 | 1909-1941 рр.      | 1969 р.                      | Київський художній фонд                         | бетон, цегла                  | пост. 2х1,2х2 м                                       | № 313 від 10.06.1971 р.        |
| Тростянецький район       |             |                                                                              | |                    |                              |                                                 |                               |                                                       |                                |
| 46.                       | 387         | Пам'ятник Т. Г. Шевченку                                                     | с. Ілляшівка, Ілляшівська с/р, біля школи                                                                | 1814-1861 рр.      | 1972 р.                      | Київський художній фонд                         | залізобетон, цегла            | ск. 2 м,                                              | № 291 від 09.06.1977 р.        |
| 47.                       | 391         | Пам'ятник О. В. Суворову                                                     | с. Мала Стратіївка, Новоободівська с/р, біля контори КСП                                                 | 1730-1800 рр.      | 1963 р.                      | Черкаський художній фонд                        | бетон, цегла                  | бюст. 1,3 м, пост.1,5х1,6х1,6                         | № 291 від 09.06.1977 р.        |
| Тульчинський район        |             |                                                                              | |                    |                              |                                                 |                               |                                                       |                                |
| 48.                       | 1004        | Пам'ятник О. В. Суворову                                                     | м. Тульчин, Тульчинська м/р, вул. Леніна                                                                 | 1730-1800 рр.      | 1954 р.                      | ск. Б. В. Едуардс, м. Одеса                     | бронза, лабрадорит            | ск. 4,25 х3,4х1,5 м, пост. 4х6,5х4,55 м               | .                              |
| 49.                       | 48          | Пам'ятник Т. Г. Шевченку                                                     | м. Тульчин, Тульчинська м/р, вул. Леніна                                                                 | 1814-1861 рр.      | 1991 р.                      | авт. В. Руденко, М. Констянтинова               | бронза, граніт                | вис. 2 м                                              | № 443 від 22.12.1997 р.        |
| 50.                       | 122         | Пам'ятник О. С. Пушкіну                                                      | м. Тульчин Тульчинська м/р, вул. Леніна                                                                  | 1799-1836 рр.      | ск. П. Ф. Кальницькийм. Київ | бронза                                          | ск. 1.2 м, пост. 5х3х3,5 м    | № 227 від 26.06.1987 р.                               |                                |
| 51.                       | 213         | Пам'ятник П. І. Пестелю                                                      | м. Тульчин, Тульчинська м/р, вул. Пестеля                                                                | 1793-1826 рр.      | 1980 р.                      | ск. П. Ф. Кальницькийм. Київ                    | Граніт                        | бюст. 1,5 м, пост. 3 м                                | № 75 від 20.02.1985 від р.     |
| 52.                       | 216         | Пам'ятник Л. Ратушній                                                        | м. Тульчин, Тульчинська м/р, вул. Леонтовича                                                             | 1921-1944 рр.      | 1975 р.                      | ск. Довженко                                    | граніт, цегла                 | бюст. 0,9 м, пост. 1,5 м                              | № 75 від 20.02.1985 від р.     |
| 53.                       | 1003        | Пам'ятник О. В. Суворову                                                     | м. Тульчин, Тульчинська м/р, вул. Леніна                                                                 | 1730-1800 рр.      | 1953 р.                      | ск. Б. В. Едуарс, м. Одеса                      | бюст бронза, пост. граніт     | бюст 0,9 м, пост. 0,9х0,6х0,6 м                       | № 313 від 10.06.1971 р.        |
| 54.                       | 1005        | Пам'ятник Т. Г. Шевченку                                                     | с. Журавлівка, Журавлівська с/р, вул. Шевченка                                                           | 1814-1861 рр.      | 1963 р.                      | Київський художній фонд                         | залізобетон, бронза           | бюст. 0,8 м, пост. 2,8х1х1 м                          | № 313 від 10.06.1971 р.        |
| 55.                       | 999         | Пам'ятник Герою Радянського СоюзуП. Я. Бондарчуку                            | с. Зарічне, Зарічненська с/р, вул. Бондарчука                                                            | 1906-1944 рр.      | 1966 р.                      | ск. І. О. Дяченко, м. Київ                      | залізобетон, граніт           | бюст. 0,9 м, пост. 2х0,9х0,9 м                        | -//-                           |
| 56.                       | 1006        | Пам'ятник Т. Г. Шевченку                                                     | смт. Кирнасівка, Кирнасівська сел/р, вул. Леніна                                                         | 1814-1861 рр.      | 1958 р.                      | Київський художній фонд                         | залізобетон, цегла            | бюст. 1,1 м, пост. 2,1х1,1х1,1 м                      | -//-                           |
| 57.                       | 133         | Пам'ятник Пестелю                                                            | смт. Кирнасівка, Кирнасівська сел/р, вул. Леніна                                                         | 1793-1826 рр.      | 1988 р.                      | Київський художній фонд                         | бронза, граніт                | пост. 1,20х3х1,20 м                                   | № 82 від 03.04.1982 р.         |
| 58.                       | 1000        | Пам'ятник Герою Радянського Союзу М. Д. Кучерявому                           | с. Мазурівка, Кинашівська с/р, вул. Кучерявого                                                           | 1924-1944 рр.      | 1966 р.                      | ск. А. Чук, м. Київ                             | граніт                        | бюст. 0,8 м, пост. 2,5х0,6х0,6                        | № 313 від 10.06.1971 р.        |
| 59.                       | 39          | Пам'ятник А. Свидницькому                                                    | с. Маньківка, Михайлівська с/р, вул. Щорса                                                               | 1834-1871 рр.      | 1987 р.                      | Київський художній фонд                         | бетон                         | 0,8х0,6 м                                             | № 148 від 16.07.1992 р.        |
| 60.                       | 489         | Пам'ятник Двічі Герою Соціалістичної Праці П. О. Желюку                      | с. Тиманівка, Тиманівська с/р, вул. Радянська                                                            | 1904-1976 рр.      | 1978 р.                      | ск. С. П. Мороз, арх. А. О. Сницарев            | бронза, граніт                | ск. 1,2 м, пост. 2,85х0,9х0,9 м                       | № 96 від 17.02.1983 р.         |
| 61.                       | 1002        | Пам'ятник О. В. Суворову                                                     | с. Тиманівка Тиманівська с/р, вул. Леніна                                                                | 1730-1800 рр.      | 1947 р.                      | Київський художній фонд                         | бронза, цегла                 | бюст. 0,7 м, пост. 1,8х0,8х0,8 м                      | № 313 від 10.06.1971 р.        |
| 62.                       | 40          | Пам'ятник Т. Г. Шевченку                                                     | с. Торків, Торківська с/р, вул. Лісова                                                                   | 1814-1861 рр.      | 1989 р.                      | ск. В. Ковтун                                   | залізобетон                   | ___                                                   | № 148 від 16.07.1992 р.        |
| 63.                       | 214         | Пам'ятник Я. Качурі                                                          | с. Юрківка, Юрківська с/р, вул. 50-річчя Жовтня                                                          | 1897-1943 рр.      | 1978 р.                      | ск. В. Ковтун                                   | бронза, граніт                | бюст. 1 м, пост. 2,5 м                                | № 75 від 20.02.1985 від р.     |
| 64.                       | 215         | Пам'ятник С. Клименку                                                        | с. Шура-Копіївська, Шура-Копіївська с/р, вул. Леніна                                                     | 1913-1945 рр.      | 1981 р.                      | ск. В. Ковтун                                   | граніт, бетон                 | бюст. 1,2 м, пост. 2,3 м                              | № 75 від 20.02.1985 від р.     |
| 65.                       | 1001        | Пам'ятник Герою Радянського СоюзуО. Ф. Грибу                                 | с. Холодівка, Холодівська с/р, вул. Жовтнева                                                             | 1921-1943 рр.      | 1966 р.                      | ск. І. Г. Андрійчук, м. Київ                    | залізобетон, цегла            | ск. 0,8 м, пост. 1,8х0,5х0,6 м                        | № 313 від 10.06.1971 р.        |
| Хмільницький район        |             |                                                                              | |                    |                              |                                                 |                               |                                                       |                                |
| 66.                       | 1065        | Пам'ятник Б. Хмельницькому                                                   | м. Хмільник, Хмільницька м/р, вул. 1 Травня                                                              | 1595-1657 рр.      | 1966 р.                      | Київський художній фонд                         | залізобетон, граніт           | ск. 2,5 м, пост. 2х1х1 м                              | № 313 від 10.06.1971 р.        |
| 67.                       | 42          | Пам'ятник Т. Г. Шевченку                                                     | м. Хмільник, Хмільницька м/р, вул. Леніна                                                                | 1814-1861 рр.      | 1991 р.                      | місцеві майстри                                 | кована мідь, граніт           | ск. 3 м, пост. 2,7 м                                  | № 148 від 16.07.1992 р.        |
| 68.                       | 1064        | Пам'ятник Герою Радянського СоюзуВ. В. Порику                                | с. Порик, Порицька с/р, біля будинку культури                                                            | 1920-1944 рр.      | 1969 р.                      | Вінницький художній фонд                        | граніт                        | ск. 0,8 м, пост. 2,5х1х1 м                            | № 313 від 10.06.1971 р.        |
| 69.                       | 64          | Пам'ятник Лесі Українці                                                      | с. Чеснівка, Лип'ятинська с/р, вул. Радісна                                                              | 1871-1911 рр.,     | 1994 р.                      | ск. І. В. Козлик                                | камінь, граніт                | 1,2 2 м                                               | № 66 від 05.10.1995 р.         |
| Чернівецький район        |             |                                                                              | |                    |                              |                                                 |                               |                                                       |                                |
| 70.                       |             | Пам'ятник І.Гонті                                                            | | с. Гонтівка        |                              |                                                 |                               |                                                       |                                |
| Чечельницький район       |             |                                                                              | |                    |                              |                                                 |                               |                                                       |                                |
| 71.                       | 119         | Пам'ятник підпільнику М. Ф. Підгаєцькому                                     | с. Тартак, Тартацька с/р, вул. Підгаєцького                                                              | 1906-1943 рр.      | 2001 р.                      | місцеві майстри                                 | метал                         | Ст. 2,8 м                                             | № 470 від 29.12.2002 р.        |
| Шаргородський район       |             |                                                                              | |                    |                              |                                                 |                               |                                                       |                                |
| 72.                       | 210         | Пам'ятник М. Коцюбинському                                                   | м. Шаргород, Шаргородська м/р, вул. Леніна                                                               | 1864-1913 рр.      | 1971 р.                      | Вінницький художній фонд                        | залізобетон                   | об. 4,5 м                                             | № 228 від 22.05.1986 р.        |
| 73.                       | 181         | Пам'ятник Герою Радянського Союзу І. М. Грелю                                | с. Буднє, Слобода — Шаргородська с/р, вул. Ульянова                                                      | 1902-1945 рр.      | 1980 р.                      | ск. А. Корнєєв                                  | бронза                        | ск. 0,8 м, пост. 2х0,4х0,4 м                          | № 96 від 17.02.1983 р.         |
| 74.                       | 48          | Пам'ятник М. Коцюбинському                                                   | с. Лопатинці, Стрільницька с/р, вул. Коцюбинського                                                       | 1864-1913 рр.      | 1989 р.                      | ск. І. Гончар                                   | залізобетон                   | ск. 1,0 м                                             | № 148 від 16.07.1992 р.        |
| 75.                       | 1104        | Пам'ятник партизану В. Загурному                                             | с. Покутине, Калитинська с/р, вул. Шкільна                                                               | 1944 р.            | 1967 р.                      | ск. А. Непорожній                               | залізобетон, камінь           | бюст 0,7 м, пост. 2,3х1х1 м                           | № 313 від 10.06.1971 р.        |
| Ямпільський район         |             |                                                                              | |                    |                              |                                                 |                               |                                                       |                                |
| 76.                       | 212         | Пам'ятник О. Суворову                                                        | м. Ямпіль, Ямпільська м/р, вул. Ворошилова                                                               | 1730-1800 рр.      | 1970 р.                      | Київський художній фонд                         | бетон, цегла                  | бюст. 1,0 м, пост. 2,5 м                              | № 228 від 22.05.1986 р.        |
| 77.                       | 213         | Пам'ятник Ф. Криворучко                                                      | с. Качківка, Качківська с/р, вул. Гагаріна                                                               | 1882-1920 рр.      | 1984 р.                      | ск. Довженко                                    | бронза, граніт                | бюст 1,5 м, пост. 2,6 м                               | № 228 від 22.05.1986 р.        |
| 78.                       | 1142        | Пам'ятник О. К. Дудницькій                                                   | с. Оксанівка, Гальжбіївська с/р, вул. Дудницької                                                         | 1941 р.            | 1963 р.                      | Вінницький художній фонд                        | бронза, граніт                | бюст. 0,8 м, пост. 2,5 м                              | № 313 від 10.06.1971 р.        |
| м. Вінниця                |             |                                                                              | |                    |                              |                                                 |                               |                                                       |                                |
| 79.                       | 20          | Пам'ятник М. М. Коцюбинському                                                | м. Вінниця, Вінницька м/р, пр. Коцюбин-ського                                                            | 1989 р.            | Київський художній фонд      | бронза, граніт                                  | ___                           | № 313 від 10.06.1971 р.                               |                                |
| 80.                       | 505         | Пам'ятник герою Радянського Союзу І. В. Бевзу                                | м. Вінниця, Вінницька м/р, вул. Соборна                                                                  | 1903-1945 рр.      | 1980 р.                      | ск. П. І. Левицький                             | бронза, граніт, бетон         | бюст. 1,30 м, пост. 3,74х0,89х0,74 м, ц.0,20х4,5х3 м  | № 96 від 17.02.1983 р.         |
| 81.                       | 507         | Пам'ятник голові Подільського губревкому М. Г. Козицькому (повалено)         | м. Вінниця, Вінницька м/р, вул. Миколи Оводова (кол. Козицького)                                         | 1880-1920 рр.      | 1980 р.                      | ск. Я. Куленко, В. Спусканюк                    | бронза, граніт                | пост. 3,4 м, бюст. 1,3 м                              | -//-                           |
| 82.                       | 506         | Пам'ятник голові Подільського губвиконкому М. П. Тарногородському (повалено) | м. Вінниця, Вінницька м/р, вул. Київська                                                                 | 1894-1938 рр.      | 1979 р.                      | ск. А. К. Непорожній                            | бронза, граніт                | пост.3,8 м, бюст. 1,3 м                               | № 96 від 17.02.1983 р.         |
| 83.                       | 504         | Пам'ятник Герою Радянського Союзу Л. Ратушній                                | м. Вінниця, Вінницька м/р, вул. Хм. шосе                                                                 | 1924-1944 рр.      | 1979 р.                      | ск. В. І. Смаровоз                              | бронза, граніт                | ск. 0,8 м                                             | № 96 від 17.02.1983 р.         |
| 84.                       | 12в         | Пам'ятник М. І. Пирогову                                                     | м. Вінниця, Вінницька м/р, вул. Пирогова, 155 а                                                          | 1810-1881 рр.      | 1947 р.                      | ск. Крестовський                                | бронза, граніт                | бюст 0,6 м, пост. 1,0х0,7х0,7 м                       | № 313 від 10.06.1971 р.        |
| 85.                       | 514         | Пам'ятник М. І. Пирогову                                                     | м. Вінниця, Вінницька м/р, вул. Пирогова, територія медуніверситету                                      | 1810-1881 рр.      | 1968 р.                      | ск. Д. Ф. Гудима                                | -//-                          | бюст. 1,5 м, пост. 2,8х1,4х0,9 м, ц. 0,45х3,95х3,92 м | № 291 від 09.06.1977 р.        |
| 86.                       | 513         | Пам'ятник О. М. Горькому                                                     | м. Вінниця, Вінницька м/р, центральний парк                                                              | 1868-1936 рр.      | 1968 р.                      | ск. Нікосян, Мурадян                            | залізобетон, граніт           | ск. 3,9 м, пост. 2,1х1,25х1 м                         | № 291 від 09.06.1977 р.        |
| 87.                       | 1           | Пам'ятник В. Стусу — українському поету та правозахиснику                    | м. Вінниця, Вінницька м/р, вул. Хмельницьке шосе                                                         | 1938-1985 рр.      | 2002 р.                      | ск. А. Бурдейний                                | кована мідь                   | ск. 5,1 м                                             | № 470 від 29.12.2002 р.        |
| 88.                       | 1           | Пам'ятник П. Запорожцю                                                       | м. Вінниця, вул. Ворошилова                                                                              | 1873-1905 рр.      | 1977 р.                      | ск. Довженко І. П.                              | бронза, граніт                | бюст 1,2 м, пост.2,7 м.                               | № 113 від 13.05.88 р.          |
| 89.                       | 1           | Пам'ятник загиблим працівникам МВС                                           | м. Вінниця, центральний парк культури та відпочинку                                                      | 1920-1999 рр.      | 1999 р.                      | ск. Смаровоз В. І.                              | кована мідь, граніт           | вис. 4,30 м                                           | № 183 від 24.05.2000 р.        |
| м. Жмеринка               |             |                                                                              | |                    |                              |                                                 |                               |                                                       |                                |
| 90.                       | 110         | Пам'ятник О. С. Пушкіну                                                      | м. Жмеринка, Жмеринська м/р, вул. Кривоноса                                                              | 1799-1837 рр.      | 1969 р.                      | Київський художній фонд                         | бетон                         | ск. 2,5 м, пост. 2х1,5х1,5 м                          | № 291 від 09.06.1977 р.        |
| 91.                       | 109         | Пам'ятник М. Горькому                                                        | м. Жмеринка, Жмеринська м/р, вул. Кривоноса                                                              | 1868-1936 рр.      | 1969 р.                      | Київський художній фонд                         | бетон                         | ск. 3 м, пост. 2,5х1,1х0,8 м                          | № 291 від 09.06.1977 р.        |
| 92.                       | 288         | Пам'ятник командиру червоного козацтва В. М. Примакову                       | м. Жмеринка, Жмеринська м/р, вул. Могилевська                                                            | 1898-1937 рр.      | 1969 р.                      | ск. К. Ф. Грушинський                           | ск. з/бетон пост. бетон       | ск. 2,8 м, пост. 2,8х1,8х1 м                          | № 313 від 10.06.1971 р.        |
| м. Козятин                |             |                                                                              | |                    |                              |                                                 |                               |                                                       |                                |
| 93.                       | 117         | Пам'ятник двічі Герою Радянського Союзу І. Бойку                             | м. Козятин Козятинська м/р, територія ВПТУ                                                               | 1910-1975 рр.      | 1977 р.                      | Київський художній фонд                         | бронза, граніт                | бюст 0,5 м, пост. 2,8 м                               | № 75 від 20.02.1985 р.         |
| м. Могилів-Подільський    |             |                                                                              | |                    |                              |                                                 |                               |                                                       |                                |
| 94.                       | 102         | Пам'ятник М. В. Гоголю                                                       | м. Могилів-Подільський, Могилів-Подільська м/р, пл. Гоголя                                               | 1809-1852 рр.      | 1897 р.                      | не відомий                                      | бронза, цегла                 | бюст 0,9 м, пост. 2,5х0,7х0,7 м                       | № 96 від 17.02.1983 р.         |
| 95.                       | 83          | Пам'ятник національному герою Італії М. Буянову                              | м. Могилів-Подільський, Могилів-Подільська м/р, вул. В. Стуса                                            | 1925-1944 рр.      | 1993 р.                      | ск. О. М. Попко, м. Київ                        | бронза, бетон                 | вис. 3,3 м                                            | № 501 від 20.12.1993 р.        |
| 96.                       | 37          | Пам'ятник Т. Г. Шевченку                                                     | м. Могилів-Подільський, Могилів-Подільська м/р, пл. Т. Шевченка                                          | 1814-1861 рр.      | 1995 р.                      | ск. М. Крижанівський                            | граніт, бетон                 | ск. 3,2 м, пост. 1,2 м                                | № 443 від 22.12.1997 р.        |
| м. Хмільник               |             |                                                                              | |                    |                              |                                                 |                               |                                                       |                                |
| 97.                       | 1065        | Пам'ятник Б. Хмельницькому                                                   | м. Хмільник, Хмільницька м/р, вул. 1 Травня                                                              | 1595-1657 рр.      | 1966 р.                      | Київський художній фонд                         | залізобетон, граніт           | ск. 2,5 м, пост. 2х1х1 м                              | № 313 від 10.06.1971 р.        |
| 98.                       | 42          | Пам'ятник Т. Г. Шевченку                                                     | м. Хмільник, Хмільницька м/р, вул. Леніна                                                                | 1814-1861 рр.      | 1991 р.                      | місцеві майстри                                 | кована мідь, граніт           | ск. 3 м, пост. 2,7 м                                  | № 148 від 16.07.1992 р.        |
|                           |             |                                                                              | |                    |                              |                                                 |                               |                                                       |                                |

## Джерело
- Пам'ятки Вінницької області